# Johan Sterte

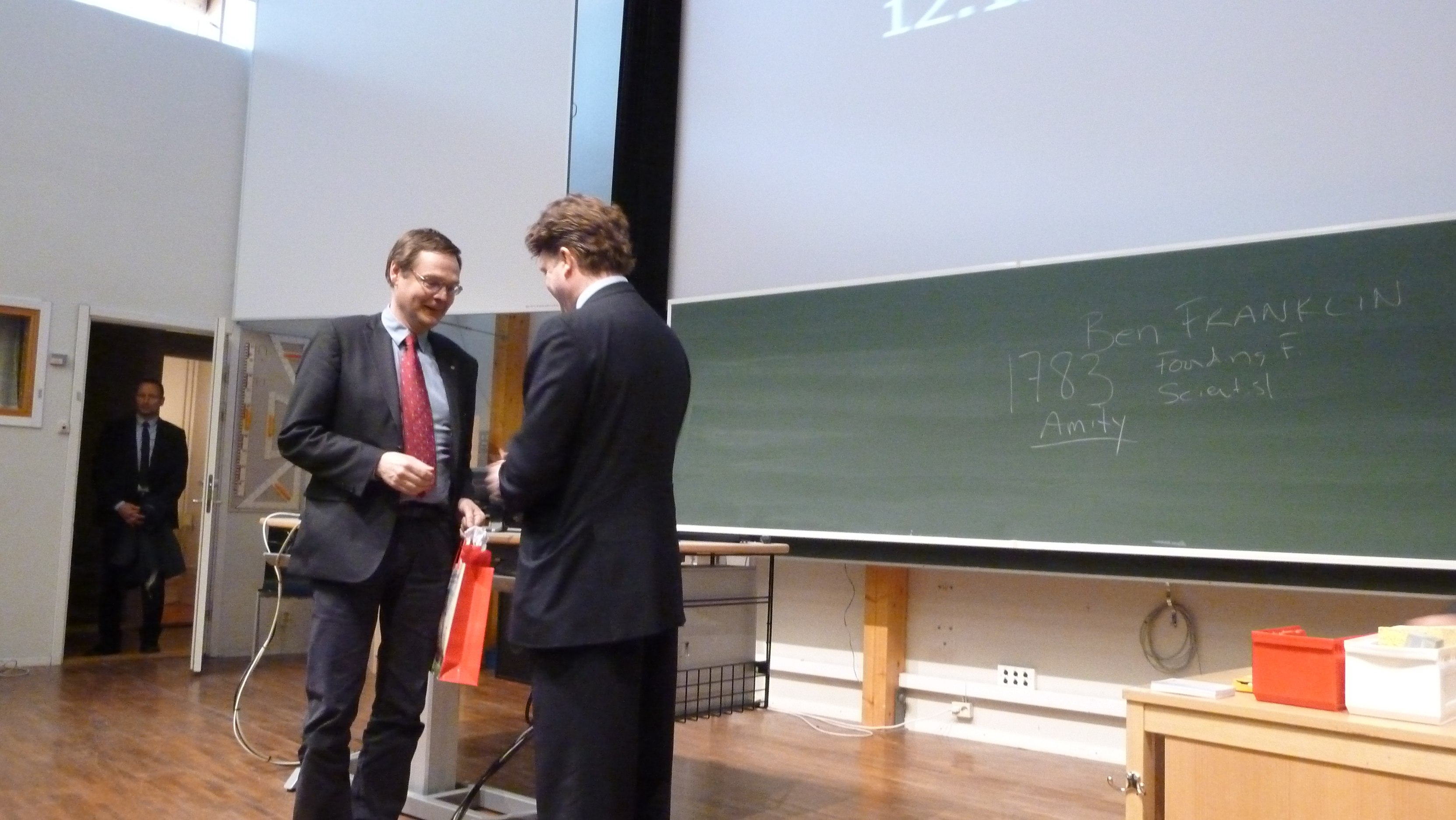
Sterte (till vänster) tar emot ett besök vid Luleå tekniska universitet 2011.

Per Johan Sterte, född 29 maj 1959 i Sollentuna, är en svensk kemist och akademisk ledare. Han var rektor för Växjö universitet 2003–2009, rektor för Luleå tekniska universitet 2009–2017 och rektor för Karlstads universitet från 2017.
Sedan november 2022 är Sterte landshövding i Västmanlands län.

## Biografi
Sterte är uppvuxen i Älmhult och gick ut gymnasiet i Växjö 1978. Han är civilingenjör med inriktning mot kemiteknik och avlade examen vid Chalmers tekniska högskola 1982. Han antogs därefter till forskarutbildning vid Chalmers, där han disputerade som teknologie doktor i teknisk kemi 1987 med avhandlingen New types of cracking catalysts based on cross-linked smectites.

## Forskning
Sterte har bedrivt forskning inom nanoteknikområdet och har bland annat uppfunnit en ny typ av pigment. Han blev docent i teknisk kemi vid Chalmers 1992.
Under sin forskarutbildning gjorde Sterte ett studieuppehåll för att under halvannat år arbeta vid University of Utah i USA. Efter avlagd doktorsexamen har han arbetat som teknisk chef för ett kemibolag vars verksamhet baserades på forskningsresultat från Stertes forskningsgrupp. Samtidigt tjänstgjorde han som vikarierande professor vid Chalmers.  

## Akademisk karriär
Vid Luleå tekniska universitet blev Sterte 1994 professor i kemisk teknologi, och ansvarade särskilt för att bygga upp civilingenjörsutbildningen i kemiteknik. Han utsågs av lärarkollegiet till en av tre representant för verksamheten i universitetets styrelse. Åren 2002–2003 var han även prorektor på halvtid vid Luleå tekniska universitet.
Sterte lämnade Luleå 2003 för att återvända till Småland och Växjö, där han var rektor för Växjö universitet från 1 september 2003 till 31 augusti 2009.
Från 1 september 2009 var han rektor för Luleå tekniska universitet; installationen ägde rum i november samma år.
Regeringen beslutade den 22 juni 2017 att utse Johan Sterte till rektor vid Karlstads universitet med tillträde 1 september 2017.
Han invaldes 2001 som ledamot av Kungliga Ingenjörsvetenskapsakademien och 2014 i Kungliga Skytteanska Samfundet.